# Міндяцька сільська рада
Міндя́цька сільська рада (рос. Миндякский сельский совет) — муніципальне утворення у складі Учалинського району Башкортостану, Росія. Адміністративний центр — село Міндяк.

## Історія
До 17 грудня 2004 року сільрада мала статус селищної ради, так як село Міндяк мало статус смт, яка підпорядковувалась Учалинській міській раді, оскільки місто Учали мало статус міста обласного підпорядкування. Окрім того, зі складу Казаккуловської сільради була виключена територія площею 21,94 км² і передана до складу Абзаковської сільради Бєлорєцького району. Пізніше до складу Міндяцької сільради були приєднані ліквідовані Казаккуловська (Казаккулово, Карагужино, Кубагушево) та Озерна (Озерний, Аслаєво, Узунгулово) сільради.

## Населення
Населення — 3364 особи (2019, 3812 в 2010, 4653 в 2002).

## Склад
До складу поселення входять такі населені пункти:
| Населений пункт       | Населення, осіб (2002) | Населення, осіб (2010) |
| --------------------- | ---------------------- | ---------------------- |
| Аслаєво, присілок     | 56                     | 39                     |
| Батталово, присілок   | 344                    | 316                    |
| Казаккулово, присілок | 157                    | 117                    |
| Карагужино, присілок  | 86                     | 79                     |
| Кубагушево, присілок  | 402                    | 377                    |
| Міндяк, село          | 2949                   | 2282                   |
| Озерний, село         | 429                    | 404                    |
| Узунгулово, присілок  | 230                    | 198                    |